# 马里奥·格策
马里奥·格策（德語：Mario Götze，德語發音：[ˈɡœtsə]，1992年6月3日—）是德国的足球运动员，現效力於德甲球隊法蘭克福。曾協助德国国家足球队於2014年世界盃足球賽決賽對阿根廷時射入致勝一球，舉起大力神盃。
除了他所偏好的10号位外，格策也能踢左右两翼的边锋，甚至担当影子前锋（伪9号）和輔鋒。
格策是德國罕見的技術型球员，他拥有优秀的个人技术和盘带技巧，閱讀比賽能力也不錯但不夠強壯，與傳統德國球員風格相差甚多。前德国足协技术总监马蒂亚斯·萨默尔形容格策为“德国有史以来最优秀的人才之一”。但隨著表現不佳被拜仁退貨加上頻繁的傷病讓他評價下降不少，大好未來蒙上巨大陰影。
格策曾于2009年至2013年在多特蒙德效力，期间曾赢得过2次德国足球冠军及1次德国杯冠军，并且是球队晋级2013年欧洲冠军联赛决赛的成员之一。2013年4月，拜仁慕尼黑出价3,700万欧元触发了格策合同中的解约条款，使得格策成为迄今第二高身价的德国球员，仅次于同年以5,000万欧元加盟阿森纳的梅苏特·厄齐尔，2016年夏季重返多蒙特， 重披離隊前的10號球衣。2020年多特放弃继续与格策续约。

## 童年及家庭
马里奥·格策作为尤尔根·格策的第二个儿子，于1992年6月3日出生于上施瓦本的梅明根。他最初连同两个兄弟法比安和菲利克斯在阿尔高生活，至1998年，当他们的父亲成为多特蒙德工业大学的数据工程学教授后，则举家迁往了多特蒙德。
格策在多特蒙德的海伦娜·朗格高级中学完成了从5年级至10年级的课程。2008年，他转学至歌德高中（Goethe-Gymnasium），并于2010年在那里取得了高等专科学校入学资格。在2010年和2011年期间，格策除了从事足球运动外，他还在多特蒙德足球俱乐部的办事处进行商务专业的实习。
他的两个兄弟也是足球运动员。其中长兄法比安目前是自由身，最後效力于翁特哈兴，胞弟菲利克斯效力于奥格斯堡。他的父亲尤尔根则是一位数据工程学教授，目前任教于多特蒙德工业大学的电气工程系和信息工程系。
格策的女友名为安-凯萨琳·布洛梅尔（Ann-Kathrin Brömmel），但在从事模特工作时主要化名为安-凯萨琳·维达（Ann-Kathrin Vida），她已为男性杂志《GQ》拍摄过许多性感图片。

## 俱乐部生涯

### 早年及多特蒙德

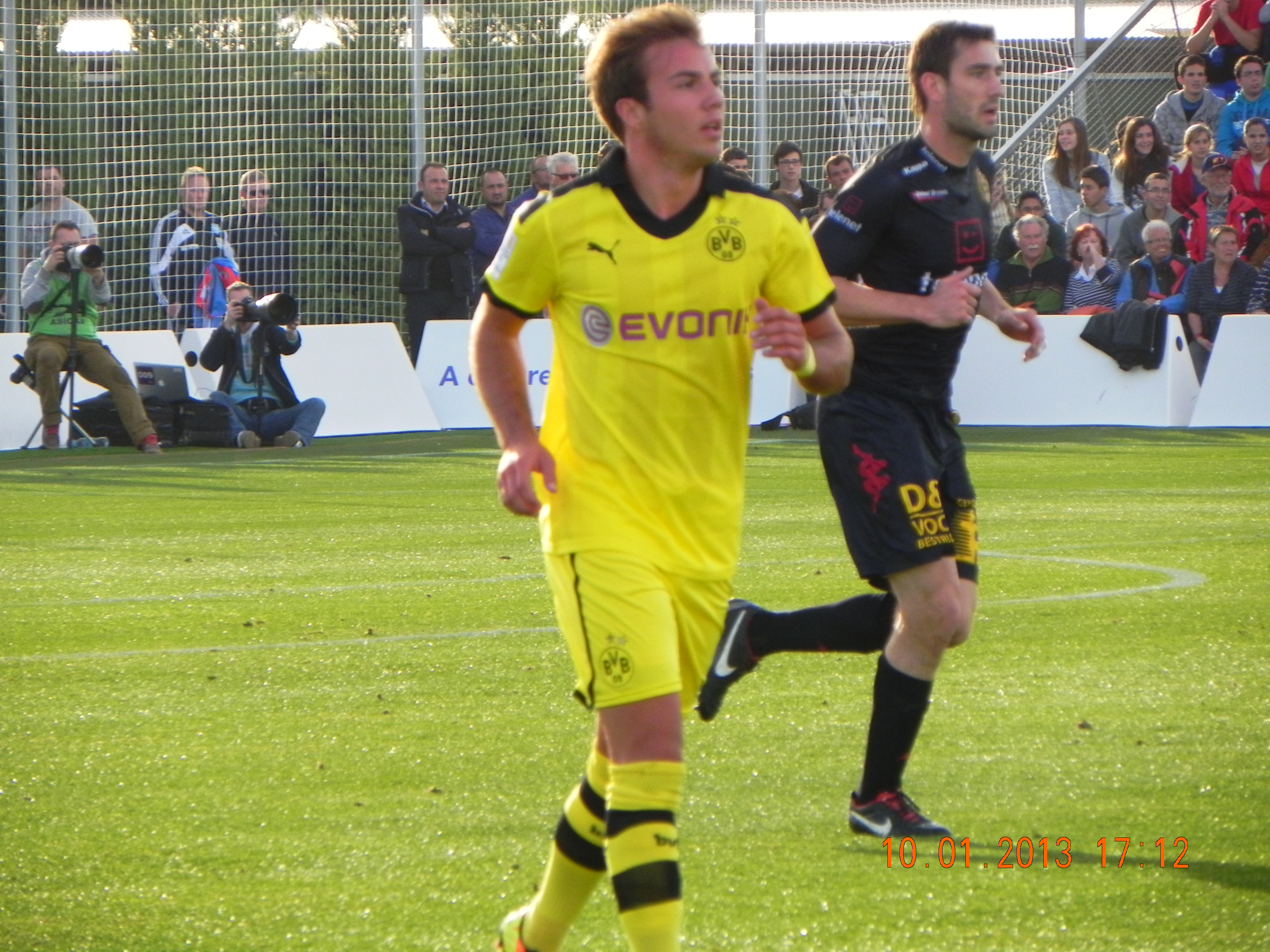
格策代表多特蒙德出战

格策于3岁时便在东阿尔高县的龙斯贝格足球俱乐部（SC Ronsberg）开始其足球生涯。在举家迁移至多特蒙德后，他先是效力于洪布鲁赫和谐俱乐部（FC Eintracht Hombruch），后于8岁时加盟多特蒙德足球俱乐部的青训营。在这里，就像他的兄长法比安一样，他经历了几乎所有低年龄组别的青年队，并在2008-09赛季代表多特蒙德19岁以下青年队参加了德国足协青年俱乐部杯决赛和德国19岁以下足球冠军赛的决赛。虽然球队在这两场决赛中分别输给了弗赖堡及美因茨05，但格策还是在随后颁发的弗里茨·瓦尔特大奖中获得U17组别金奖。
2009年11月21日，格策于2009-10赛季德甲的第13轮比赛中完成了自己的德甲首秀，在这场与美因茨05互交白卷的比赛中，他于第88分钟替补雅库布·布瓦什奇科夫斯基登场。因此，格策以17岁零5个月的年龄成为了当时德甲历史上第9年轻的出场球员。在这一赛季的冬歇期中，球队主帅尤尔根·克洛普正式将其提拔至一线队，以取代受重伤告别该赛季的香川真司。2010年8月29日，他又在球队客场以3比1战胜斯图加特的比赛中射入自己的首个德甲入球。
2010年9月16日，格策在欧洲联赛小组赛对阵利沃夫喀爾巴阡的比赛中，先是将比分改写为2比0，后于伤停补时阶段再射入1记制胜球，帮助球队最终以4比3战胜对手，这也是他职业生涯首次梅开二度。而在随后的比赛中，格策开始经常进入首发阵容，并为球队带来积极的影响。他成为了球队在2010-11赛季德甲夺得冠军的重要一员，在整个赛季共取得8个入球并有11次助攻，成绩斐然。
在经历了一个成功的赛季后，英超俱乐部阿森纳曾在2011年8月底宣布已出价4,000万欧元求购格策，但这份报价遭到了多特蒙德的拒绝。格策也由此成为了历史上获得最高报价的德国球员。2012年3月27日，多特蒙德将其合同延长至2016年。然而，该协议包含了一个价值3,700万欧元的最低解约金条款，可令他在合同到期前转会至其它俱乐部。格策在谈到这份续约时声称，“每个人都知道我在多特蒙德的感觉有多舒服，俱乐部还远远没有完成复兴之路，而我希望成为这个发展的一部分”。
格策在2011-12赛季德甲随多特蒙德夺得了其职业生涯的第二个德国足球冠军，但他在下半赛季中几乎没有获得过出场机会，因为他从第17轮至第31轮比赛期间遭到了耻骨炎症的困扰。因此当球队在赢得2011-12赛季德国杯并加冕双冠王时，格策只能在板凳上度过。在整个赛季中，格策共取得7个入球及8次助攻。
至2012-13赛季，格策再度成为多特蒙德在进攻中的一个重要组成部分。但是球队已无法复制往年的成功。在德甲赛场上，多特蒙德以25分的巨大劣势落后拜仁慕尼黑而位列第二。在德国杯赛上，尽管格策在第三轮以5比1战胜汉诺威96的比赛中完成帽子戏法，但球队在来到四分之一决赛后便被拜仁淘汰。而对于格策随队友令人吃惊的时隔15年再度进军欧洲冠军联赛决赛后，最终也只能再次不敌拜仁而屈居亚军。在多特蒙德的最后一个赛季中，格策与德国队友列奧斯形成了一对强大的搭档组合，他本人则在各项赛事中共取得16个入球及13次助攻。

### 拜仁慕尼黑
至2013-14赛季，拜仁以3,700万欧元的价格启动了格策与多特蒙德合同条款中的最低解决金条款，将其召入阵中。他在拜仁将身披19号球衣。这次转会立即使格策成为历史上最为昂贵的德国球员。但该纪录随后被梅苏特·厄齐尔所打破，后者在同年夏天以5,000万欧元的身价转会阿森纳。
據《鏡報》援引《地鐵報》的消息，在葛斯接受拜仁的邀請前，曼城就下手準備搶下葛斯。據悉，曼城給20歲的葛斯開出了一份33萬英鎊週薪、年薪1700萬英鎊為期5年的合約。也就是說，光是算薪水，曼城就將為葛斯支付8500萬英鎊（合計1億歐元），但葛斯拒絕了合約。
多特蒙德主教练克洛普透露，格策转会的最大原因是这位中场组织者一直希望能在前巴塞罗那主教练佩普·瓜迪奥拉的麾下踢球。当这次转会于2013年4月23日公布后，格策引发了他在脸书个人帐号中的口水战。而更多的新增留言功能已在此期间被关闭。甚至在随后的几周及数月内，强烈的抨击行为还不仅发生于多特蒙德的球迷阵营内 。具有讽刺意味的是，他在多特蒙德的最后一场比赛将对阵自己未来的雇主。然而由于在半决赛对阵皇家马德里的比赛时右侧大腿韧带拉伤，他最终无缘参加这场在伦敦温布利球场进行的欧冠决赛。克洛普在其后又表示，多特蒙德根本没有机会说服格策留在阵中，因为“它是佩普·瓜迪奥拉的最爱”。
在韧带伤病康复后，格策于2013年8月24日对阵纽伦堡的比赛中（第3轮）完成了代表拜仁的德甲首秀。而在6天后对阵切尔西的欧洲超级杯中，他也于第71分钟替换托马斯·穆勒登场，但在期间又被拉美利斯侵犯受伤。这一次他遭遇了左脚脚踝关节囊撕裂，需要再度缺阵。同年10月19日，他在对阵美因茨05的比赛中于下半场替补复出，并随之参与了3个入球，从而帮助球队在0比1落后的局面下以4比1反胜。在10月23日对阵比尔森胜利的欧洲冠军联赛小组赛中，他又替补登场射入了加盟拜仁后的首球。格策于新东家的首个联赛入球直至2013年10月26日才产生，在3比2战胜柏林赫塔的比赛中，他替换托尼·克罗斯出场并射入本队的第3球。在11月23日客场与多特蒙德进行的一场联赛焦点战前，多特蒙德仍以1分的优势领先拜仁。而当格策登场亮相后，则遭到了全场球迷尖锐的嘘声。他在这场面对旧主的比赛中于第66分钟先开纪录，并率领拜仁出乎意料的以3比0完赛。因此，拜仁得以超越竞争对手占据积分榜首位。2013年12月17日，格策在对阵亚洲冠军广州恒大的比赛中通过一记远射破门，帮助球队以3比0战胜对手，并在稍后的决赛中以2比0战胜东道主卡萨布兰卡拉贾，最终夺得2013年世界俱乐部杯冠军。
2014年1月24日，格策开始被当作一名“影子前锋”使用，并在2比0战胜门兴格拉德巴赫的比赛中射入自己在下半赛季的首球。2014年3月25日，格策随拜仁在2013-14赛季德甲的第27轮结束后便宣告夺冠，创造了德甲历史上的最早夺冠纪录。2014年5月17日，他再随拜仁在德国杯决赛中打满了全部120分钟的比赛，并通过加时赛以2比0击败多特蒙德，从而确保了双冠王头衔。格策在拜仁的首个赛季是成功与失落并存，他在各项赛事中共取得15个入球，并有14次助攻。
後來格策上場機會愈來愈少，大多是在板凳上渡過，在中場人才濟濟的拜仁很難得到先發位置，後期幾乎是處於棄用狀態，也有不少拜仁名宿批評格策當初到拜仁來是錯誤決定，浪費天賦與光陰。

### 回歸多特蒙德
2016年7月21日，多特蒙德成功以2600萬歐元購入格策，簽下了4年合約，使他重返老東家效力。
2016年9月11日，葛斯在對陣RB萊比錫正式回歸，縱然多蒙特以0-1敗陣，但葛斯的表現不俗。三天後，他取得了他在回歸多特蒙德後的第一個進球，在歐洲冠軍聯賽小組賽6-0勝歷基亞的賽事中先開紀錄。
經過長時間的重新適應多特蒙德系統後，葛斯在2016年11月20日面對拜仁慕尼黑時找到了自己的最佳狀態並交出了助攻協助多特蒙德取得了1-0的勝利。差不多一個月之後，他自從多特蒙德以2-2對陣賀芬咸 的比賽中，他射入了他的本季第一個德甲聯賽。 2017年2月，葛斯被診斷出神秘疾病，媒體報導認定為一種新陳代謝紊亂肌病，這種代謝性疾病可導致疲勞和體重增加。據說這種疾病解釋了他在拜仁的前幾個賽季和返回多特蒙德時的狀態問題。
2017年7月15日，葛斯在對浦和紅鑽的友賽中後備入替，是他自同年一月養傷以來，首次再於比賽中上陣。此后格策上场机会寥寥无几。
2020年7月，多特将不再与格策续约。

### PSV恩荷芬
2020年10月6日，格策加盟埃因霍温，双方签约两年。
2020年10月18日，格策在球隊對上茲沃勒的客場比賽首次亮相並踢進了在荷甲的首次進球，PSV恩荷芬獲得了3-0的勝利。

## 国家队生涯

### 青年队
格策于国字号球队的首秀是在2007年4月，当时他代表德国15岁以下国家足球队在一场对阵瑞士的友谊赛中出场。随后他还一直代表这支球队出战，直至被晋升至德国16岁以下国家足球队。在这一年龄组别的国家队中，他首次亮相便射入1球，帮助球队以3比1战胜丹麦。总体而言，格策共为U16国家队上阵8场，并取得3个入球。
此外格策也经常被召入德国17岁以下国家足球队。在备战于其本国举办的2009年歐洲U-17足球錦標賽时，他甚至有时会被委任为场上队长。尽管这一职务在赛事期间被亚博接任，但格策还是入选了18人的参赛名单，并最终在家门口夺得欧洲冠军。对于这次入选，原德国17岁以下国家队主教练佩扎伊沃利曾在德国足协的官方网站上介绍了自己的队员，他形容格策为“真正聪明狡猾的人”，拥有“全部的技术及战术技巧”，他可以担当“比赛设计师的角色”，并“始终对球门构成威胁”。
在整个赛事期间，格策均作为主力球员登场，他仅在球队提前获得半决赛资格后，缺席了最后一场小组赛比赛。因此格策共获得了4次出场机会，包括最终的决赛——他在决赛中随球队凭借加时赛的入球以2比1战胜荷兰，成功夺冠。而他在这届赛事中的唯一入球则是在第二场小组赛对阵英格兰的比赛中取得。
凭借着歐洲U-17足球錦標賽的冠军头衔，德国17岁以下国家队顺利获得了同年在尼日利亚举办的2009年U17世界盃足球賽参赛资格。格策也入选了这届赛事的参赛名单，尽管他在世界杯开赛前因大腿韧带拉伤而缺席达六周之久。在西非，他依旧的球队的主力球员，打满了全部4场比赛。就个人而言，他的入球数相较于欧洲U-17足球锦标赛时增加为3个，但德国队却在八分之一决赛时意外负于了最后的冠军瑞士。
在两个大赛结束后，格策在效力17岁以下国家队期间共上阵13场及射入5球。

### 成年队

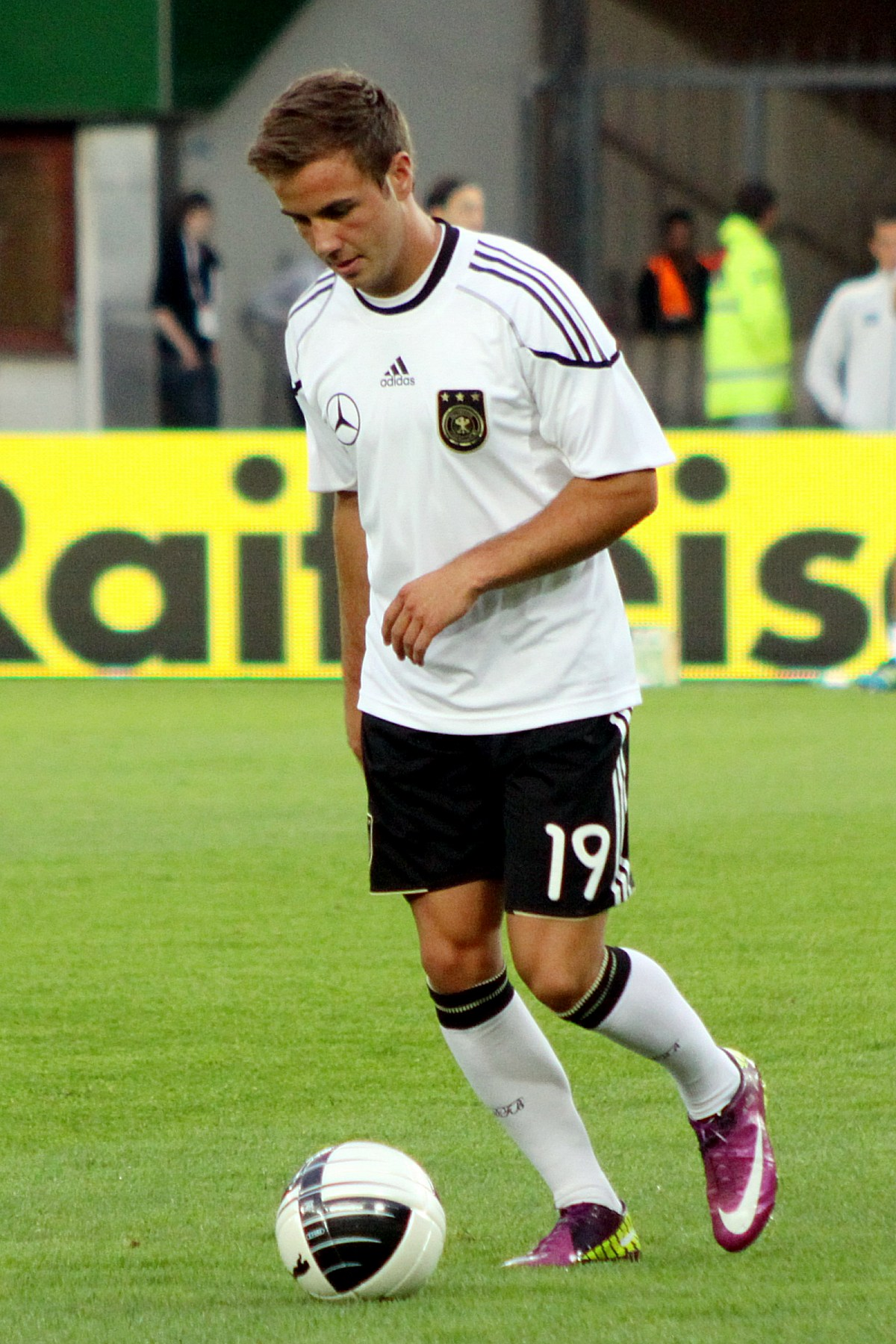
格策代表德国队作赛

2010年11月17日，格策首次入选德国国家足球队出战对阵瑞典的友谊赛。他于比赛的第77分钟替换凯文·格罗斯克罗伊茨上场，成为继乌维·席勒（于1954年，17岁零167天完成国家队首秀）之后最年轻的德国队上场球员 。他的这次入选是得益于国家队主教练约阿希姆·勒夫，因为后者需要在2010年世界杯足球赛后对更多的年轻球员进行测试，2011年8月10日，格策在另一场对阵巴西的友谊赛时第一次作为先发球员代表德国登场。在这场以3比2获胜的比赛中，格策射入了自己的首个国家队入球，使他（与阿道夫·耶格尔和克劳斯·斯图尔默一同）成为了德国队历史上第4年轻的入球者。而在2011年11月2日于盖尔森基兴举行的一场欧洲足球锦标赛预选赛中，他在替补登场后不久便射入1球，帮助德国以6比2大胜奥地利，从而成为德国队在正式比赛中最年轻的入球者。
在2012年欧洲足球锦标赛期间，格策入选了德国队的23人参赛名单，但仅获得很短的出场时间，在对阵希腊的四分之一决赛中于第80分钟替补亮相。而在2014年世界杯足球赛预选赛的首轮比赛中，勒夫改变战术将双后腰变为单后腰，从一开场便在前锋身后排出格策、梅苏特·厄齐尔、托马斯·穆勒和俱乐部队友马尔科·罗伊斯的四名进攻中场。这场比赛以德国3比0战胜法罗群岛而告终，格策则在比赛中通过个人盘带摆脱4位防守球员后首开纪录。总体而言，格策在全部10场预选赛中上阵7次，其中有4次是作为替补登场。在2013年3月对阵哈萨克斯坦的两场背靠背比赛中，格策得以在米罗斯拉夫·克洛泽和马里奥·戈麦斯因伤缺阵的情况下担当正印中锋，并在两场比赛中均取得入球。此外，他还在最后一场对阵瑞典的预选赛中射入扳平比分的重要一球。尽管德国此时已然获得出线资格，但这场5比3的胜利则使他们能够确保以不败的战绩结束预选赛。而在此之前，他还因为旧伤初愈便被召入国家队而饱受争议。

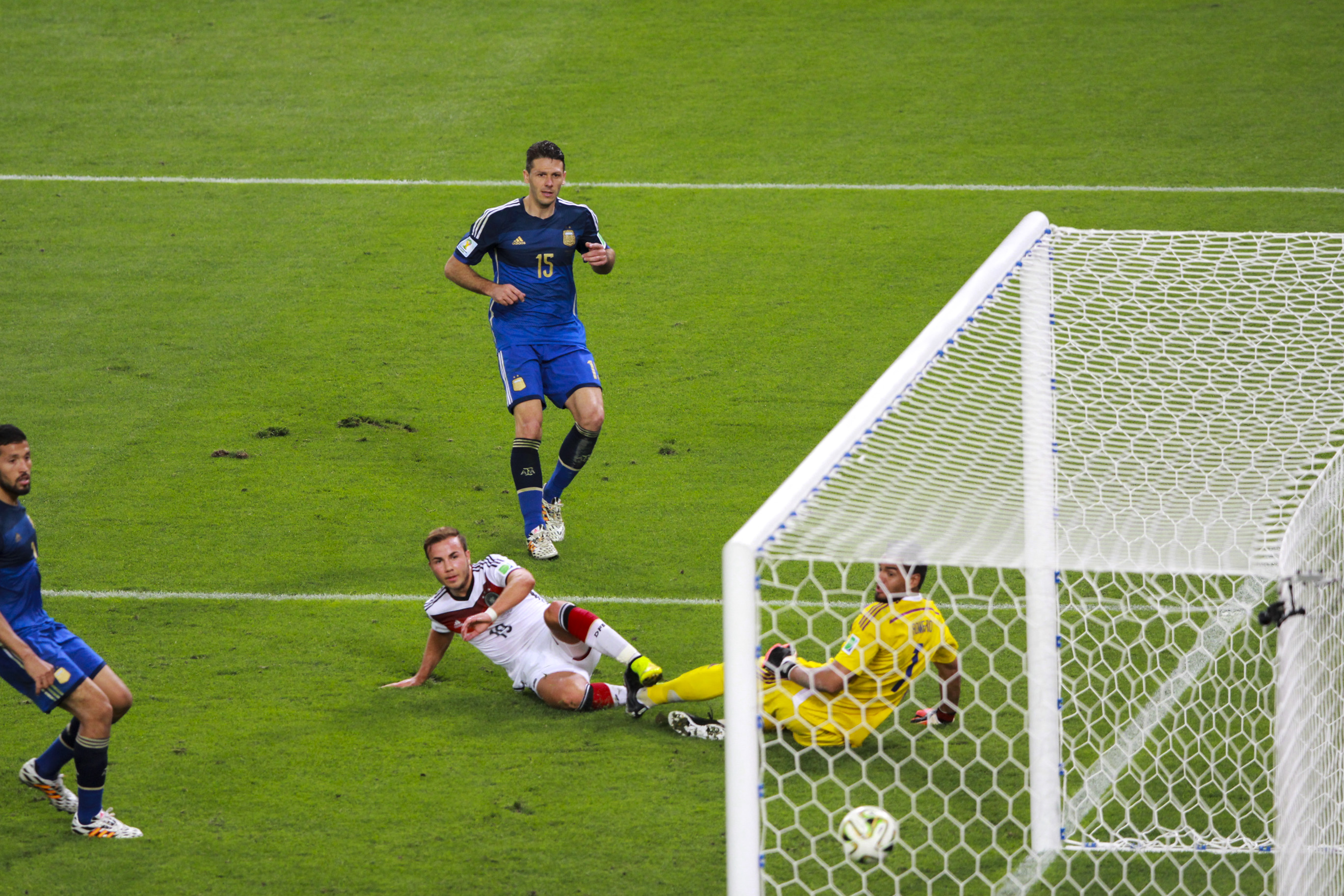
2014年世界盃足球賽決賽加時賽第113分鐘，葛斯在接應隊友的傳球後側身攻門入球，令德國最終以1-0取勝，奪得冠軍

2014年5月8日，格策被召入了备战2014年世界杯足球赛的德国队大名单，并于2014年6月2日成为最终的23人参赛名单中的一员。他在同年6月16日对阵葡萄牙的世界杯首秀中首发亮相，并为球队博得一记点球。5天后，他又在第二场小组赛中首开纪录，帮助德国以2比2逼平加纳。
在7月13日进行的2014年世界盃足球賽決賽中，德国对阵阿根廷，两队90分钟内战成0：0，在加时赛下半场，第113分钟，德国取得球權，阿根廷防线一時疏忽，替补登场的左路传中，替补登场的格策中路无人盯防的情况下，接獲隊友傳球，於胸口停球後，球未落地直接起左腳射門，阿根廷門將羅美奧撲向右側，球滑過羅美奧左手側破網，格策胸口停球後的左脚凌空抽射幫助德國首開紀錄。德国队凭借格策的进球，战胜阿根廷队，时隔24年，再次举起大力神杯。格策以精采表現，在歷史性的馬拉卡那球場（Maracana Stadium）刻印上自己名字後表示：「這種感覺太難以置信了！我不懂用言語去形容。那個進球我只是盡力起腳，當時我不知道會發生甚麼事。」。
2014年12月7日，葛斯的一隻左腳球靴，在德國一個兒童基金慈善拍賣會上，由一位無名氏以二百萬歐元投得。葛斯在七月世界盃決賽補時階段，穿著這隻球靴射破阿根廷大門，協助德國捧盃。德國隊教練路維說，這隻球靴將於新建成的德國足球博物館展出。

### 国家队入球
| #   | 日期           | 場地                               | 對賽球隊 | 入球 | 賽果 | 競賽                   |
| --- | -------------- | ---------------------------------- | -------- | ---- | ---- | ---------------------- |
| 1.  | 2011年8月10日  | 德國斯图加特，梅赛德斯-奔驰竞技场  | 巴西     | 2-0  | 3-2  | 友誼賽                 |
| 2.  | 2011年9月4日   | 德國蓋爾森基興，維爾廷斯球場       | 奥地利   | 6-2  | 6-2  | 2012年歐國盃外圍賽     |
| 3.  | 2012年9月7日   | 德國漢諾威，AWD球場                | 法罗群岛 | 1-0  | 3-0  | 2014年世界杯外圍賽     |
| 4.  | 2013年3月22日  | 哈萨克斯坦阿斯塔纳，阿斯塔纳竞技场 |          | 2-0  | 3-0  | 2014年世界杯外围赛     |
| 5.  | 2013年3月26日  | 德国纽伦堡，根德体育场             |          | 2-0  | 4-1  | 2014年世界杯外围赛     |
| 6.  | 2013年10月15日 | 瑞典索尔纳市，友谊竞技场           | 瑞典     | 2-2  | 5-3  | 2014年世界杯外围赛     |
| 7.  | 2014年3月5日   | 德國斯图加特，梅赛德斯-奔驰竞技场  | 智利     | 1-0  | 1-0  | 友谊赛                 |
| 8.  | 2014年6月6日   | 德国美因茨，科法斯竞技场           | 亞美尼亞 | 5-1  | 6-1  | 友谊赛                 |
| 9.  | 2014年6月6日   | 德国美因茨，科法斯竞技场           | 亞美尼亞 | 6-1  | 6-1  | 友谊赛                 |
| 10. | 2014年6月21日  | 巴西福塔雷萨，卡斯特勞體育場       |          | 1-0  | 2-2  | 2014年世界杯足球赛     |
| 11. | 2014年7月13日  | 巴西里约热内卢，马拉卡纳体育场     | 阿根廷   | 1-0  | 1-0  | 2014年世界杯足球赛决赛 |
| 12. | 2014年9月3日   | 德国杜塞尔多夫，思捷环球竞技场     | 阿根廷   | 2-4  | 2-4  | 友谊赛                 |
| 13. | 2014年11月14日 | 德国纽伦堡，根德体育场             | 直布罗陀 | 3–0  | 4–0  | 2016年欧锦赛预选赛     |
| 14. | 2015年6月10日  | 德国科隆，莱茵能源体育场           | 美国     | 1–0  | 1–2  | 友谊赛                 |
| 15. | 2015年9月4日   | 德国法兰克福，商业银行竞技场       | 波蘭     | 2–0  | 3–1  | 2016年欧锦赛预选赛     |
| 16. | 2015年9月4日   | 德国法兰克福，商业银行竞技场       | 波蘭     | 3–1  | 3–1  | 2016年欧锦赛预选赛     |
| 17  | 2016年3月29日  | 德国慕尼黑，安联竞技场             | 義大利   | 2–0  | 4–1  | 友谊赛                 |

## 荣誉

### 俱乐部
多特蒙德
- 德国足球甲级联赛冠军：2011、2012
- 德国杯冠軍：2012、2017
- 德國超級盃冠軍：2019

 拜仁慕尼黑
- 國際足協世界冠軍球會盃冠军：2013
- 欧洲超级杯冠军：2013
- 德国足球甲级联赛冠军：2014、2015、2016
- 德国杯冠軍：2014、2016

 PSV燕豪芬
- 克魯伊夫盾冠軍：2021

### 國家隊
德國
- 世界杯足球赛冠军：2014
- 歐洲U-17足球錦標賽冠军：2009

### 個人
- 弗里茨·瓦尔特大奖金奖：2009（U17组）、2010（U18组）
- 欧洲金童奖：2011
- 北威州足球先生（德语：Felix (Sportauszeichnung)）：2011

## 軼聞
- 葛斯在多特蒙德是從31號、11號再到10號球衣，在拜仁慕尼黑是19號球衣，重返多特蒙德是身披10號球衣，在國家隊則是19號球衣。
- 葛斯的哥哥也是同一天生日，但相隔兩年。

## 评价
德国足协技术总监马蒂亚斯·萨默尔：“格策是德国有史以来最优秀的人才之一”
多特蒙德体育主管佐尔克：“不能仅凭表现评价格策，代谢性疾病对他有影响，尽管如此，他仍时不时给球队带来帮助。”
多特蒙德主教练法夫尔：“格策是我见过的最聪明的球员之一，祝他未来顺利。”